# 千葉県道191号西白井停車場線
千葉県道191号西白井停車場線（ちばけんどう191ごうにししろいていしゃじょうせん）は、千葉県白井市根の、国道464号との交点である「西白井駅」交差点を起点とし、白井市木の国道16号との交点を終点とする一般県道である。

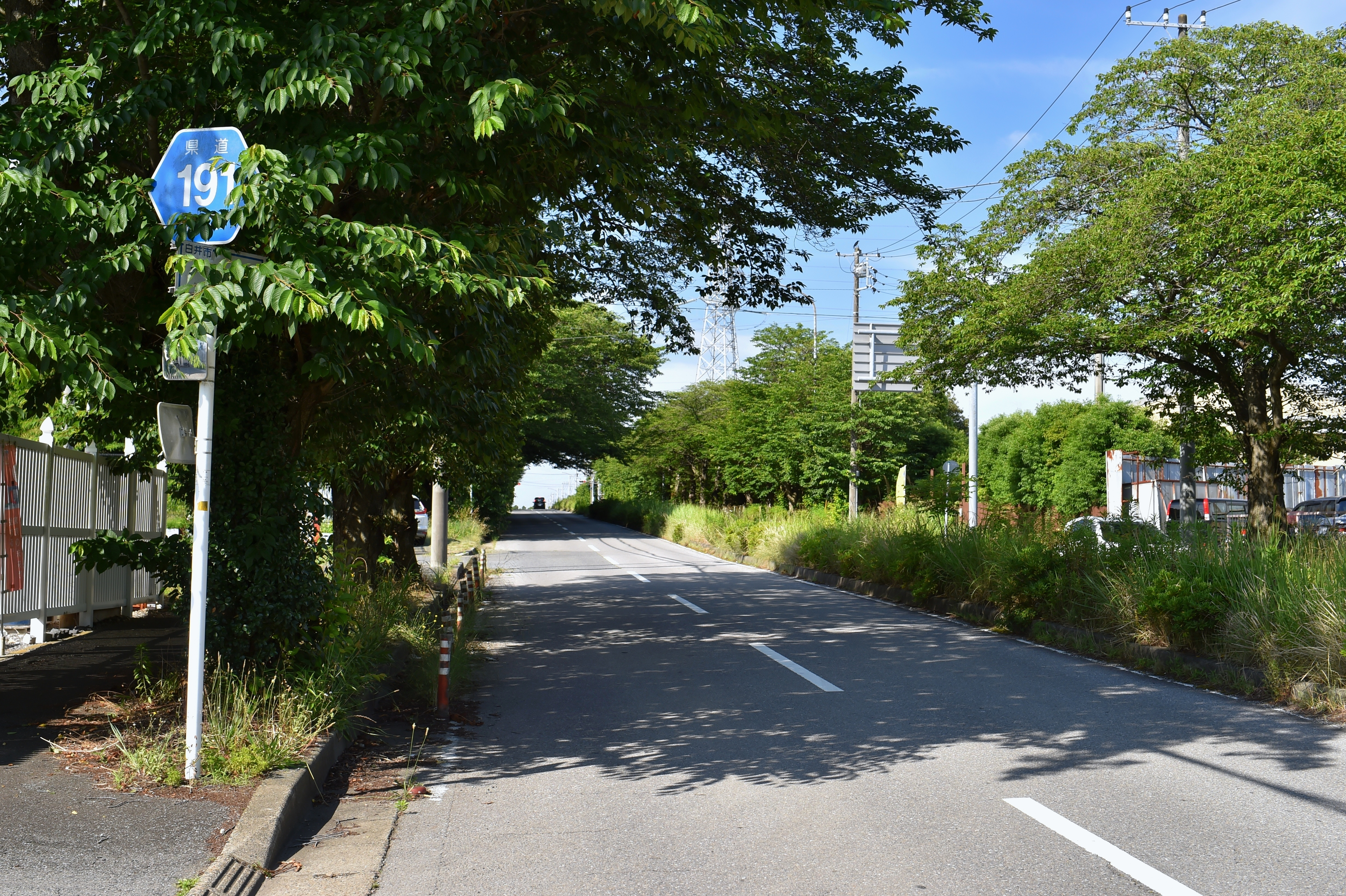
千葉県道191号西白井停車場線
白井市木（2024年6月）

## 概要
- 起点：白井市根、「西白井駅」交差点
- 終点：白井市木、国道16号交点

## 地理

### 通過する自治体
- 千葉県
  - 白井市

### 接続するおもな道路
- 国道464号（起点）
- 国道16号（終点）